# Штястны, Пол
Пол Штя́стны (англ. Paul Stastny; род. 27 декабря 1985, Квебек[…]) — американский хоккеист, центральный нападающий. Призёр Олимпийских игр 2010 года и чемпионата мира 2013 года в составе сборной США. Кроме американского гражданства, у Пола есть также канадское.

## Биография
Сын хоккеиста Петера Штястны. Дяди Пола Антон и Мариан — также известные в прошлом хоккеисты. Старший брат Пола Ян — американский хоккеист, участник трёх чемпионатов мира, выступал за клубы НХЛ «Эдмонтон Ойлерз», «Бостон Брюинз», «Сент-Луис Блюз», а также за клуб КХЛ ЦСКА. Ян стал играть за сборную США раньше Пола, и это стало одной из причин того, что Пол также выбрал сборную США, а не Канады, чтобы иметь возможность играть вместе с братом.

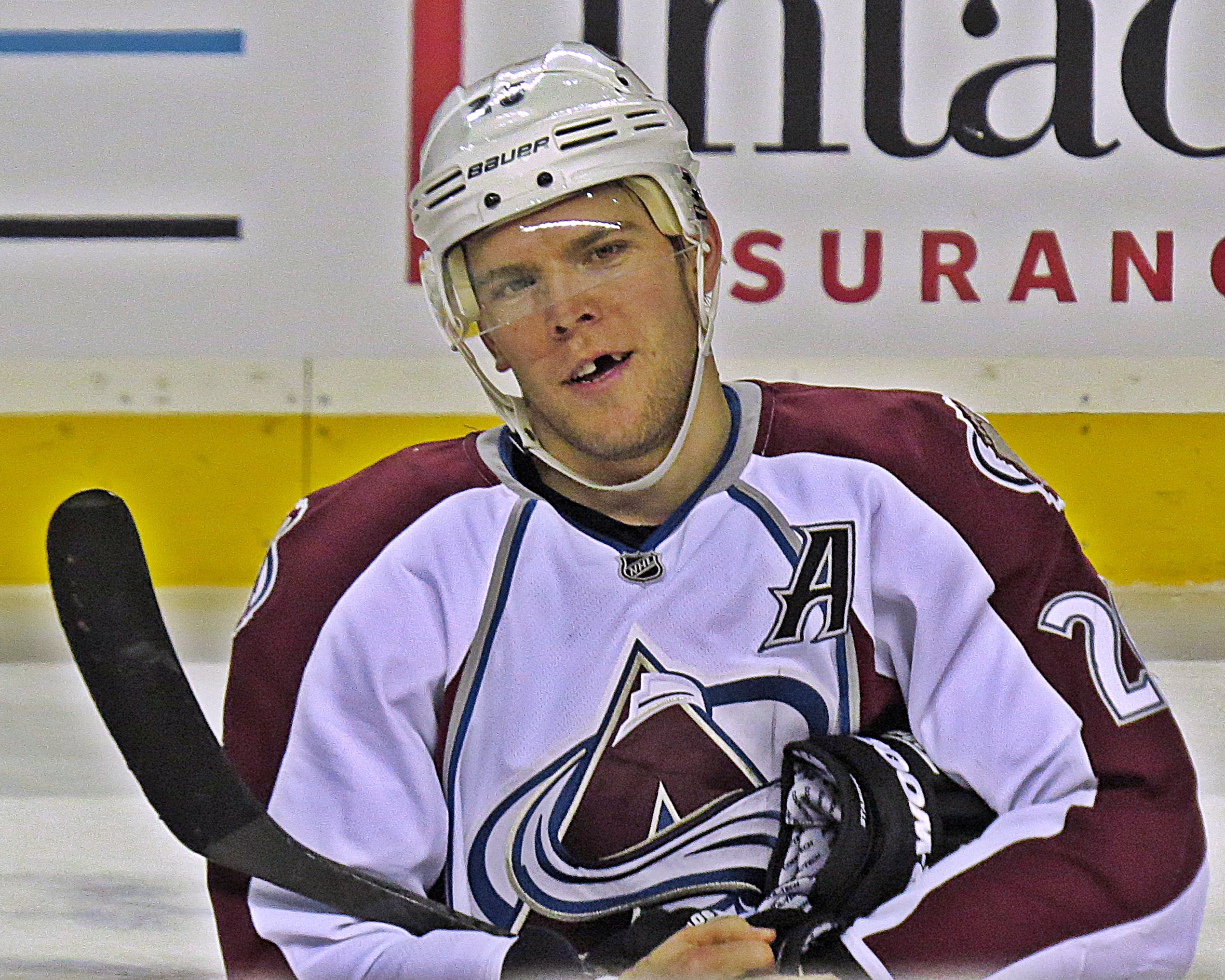
Штястны в составе «Колорадо» в 2013 году

На драфте НХЛ 2005 года Пол был выбран во 2-м раунде под общим 44-м номером командой «Колорадо Эвеланш». Провёл в «Эвеланш» восемь сезонов, за это время клуб трижды играл в плей-офф. Летом 2014 года не сумел согласовать новый контракт с «Эвеланш» и 1 июля 2014 года подписал 4-летний контракт на 28 млн долларов с принципиальными соперниками «Эвеланш» «Сент-Луис Блюз». В первом сезоне за «Блюз» в 74 матчах набрал 46 очков (16+30).
26 февраля 2018 года на последнем году контракта был обменян в «Виннипег Джетс». В первом матче за «Джетс» набрал два очка (1+1) в игре против «Нэшвилла» (5:6). В плей-офф 2018 года был одним из лидеров «Джетс», набрав 15 очков (6+9) в 17 матчах. «Виннипег» проиграл в финале конференции «Вегасу» в 5 матчах.
1 июля 2018 года в качестве свободного агента подписал 3-летний контракт с «Вегас Голден Найтс» на сумму 19,5 млн долларов. В сезоне 2018/19 сыграл только 50 матчей, в которых набрал 42 очка (13+29). В плей-офф в 7 матчах набрал 8 очков (2+6), но «Вегас» в первом круге проиграл «Сан-Хосе». В сезоне 2019/20 набрал 38 очков (17+21) в 71 матче.
9 октября 2020 года был обменян в «Виннипег Джетс» на защитника Карла Дальстрёма и 4-й раунд драфта 2022 года.
21 марта 2021 года сыграл 977-й матч в НХЛ и догнал по этому показателю своего отца. 11 мая 2021 года сыграл свой 1000-й матч в НХЛ. В сезоне 2020/21 сыграл 56 матчей и набрал 29 очков (13+16). 26 июля 2021 года продлил контракт с «Джетс» на один сезон на сумму 3,75 млн долларов. В сезоне 2021/22 набрал 45 очков (21+24) в 71 матче, «Джетс» не сумели выйти в плей-офф.
23 августа 2022 года в качестве свободного агента 36-летний Штястны подписал однолетний контракт с клубом «Каролина Харрикейнз» на 1,5 млн долларов. Штястны с начала сезона играл скромную роль в новой команде, проводя на площадке около 10 минут. В первых 20 матчах за новый клуб набрал всего 4 очка (0+4). Первую шайбу в сезоне забросил только в 26-й игре, 10 декабря. Всего сыграл в сезоне 73 матча и набрал в них 22 очка (9+13). По ходу сезона вошёл в топ-200 лидеров по сыгранным матчам в НХЛ.
На чемпионате мира 2013 года набрал 15 очков (7+8) в 10 матчах и стал вторым бомбардиром турнира после финна Петри Контиолы. Особенно Полу удался матч 1/4 финала против сборной России (8:3), в котором он набрал 4 очка (2+2). В матче за третье место против Финляндии Пол набрал 2 очка (1+1), а американцы выиграли в серии буллитов (3:2).
Пол был известен как один из немногих хоккеистов современной НХЛ, кто играл деревянной клюшкой, однако в сезоне 2010/11 он начал играть графитовой клюшкой.
31 октября 2023 года объявил о завершении карьеры.

## Статистика
| Легенда | Легенда                    | Легенда | Легенда                   | Легенда | Легенда    |
| ------- | -------------------------- | ------- | ------------------------- | ------- | ---------- |
| И       | Количество проведённых игр | Штр     | Штрафное время            | +/−     | Плюс-минус |
| Г       | Голы                       | П       | Голевые передачи          | О       | Очки       |
| -       | Статистика неизвестна      | —       | Статистика не учитывалась |         |            |

## Достижения

### Командные
Студенческая карьера
| Год  | Команда        | Достижение                           | Достижение |
| ---- | -------------- | ------------------------------------ | ---------- |
| 2005 | Денвер Пионерс | Чемпион NCAA                         |            |
| 2005 | Денвер Пионерс | Победитель турнира NCAA Championship |            |

Международные
| Год  | Команда | Достижение                        | Достижение |
| ---- | ------- | --------------------------------- | ---------- |
| 2010 | США     | Серебряный призёр Олимпийских игр |            |
| 2013 | США     | Бронзовый призёр чемпионата мира  |            |

### Личные
Юниорская карьера
| Год  | Команда            | Достижение            | Достижение |
| ---- | ------------------ | --------------------- | ---------- |
| 2004 | Ривер-Сити Лансерз | Лучший ассистент USHL |            |

Студенческая карьера
| Год  | Команда        | Достижение                                                  | Достижение |
| ---- | -------------- | ----------------------------------------------------------- | ---------- |
| 2005 | Денвер Пионерс | Попадание в Сборную молодых звёзд NCAA                      |            |
| 2005 | Денвер Пионерс | Новичок года NCAA                                           |            |
| 2005 | Денвер Пионерс | Попадание в Символическую сборную турнира NCAA Championship |            |
| 2006 | Денвер Пионерс | Попадание в первую Сборную всех звёзд NCAA                  |            |

НХЛ
| Год  | Команда          | Достижение                            | Достижение |
| ---- | ---------------- | ------------------------------------- | ---------- |
| 2007 | Колорадо Эвеланш | Попадание в Сборную молодых звёзд НХЛ |            |
| 2011 | Колорадо Эвеланш | Участник Матча всех звёзд             |            |

Международные
| Год  | Команда | Достижение                                     | Достижение |
| ---- | ------- | ---------------------------------------------- | ---------- |
| 2013 | США     | Попадание в Сборную всех звёзд чемпионата мира |            |